# Thierry Fidjeu-Tazemeta
Thierry Fidjeu-Tazemeta (* 13. Oktober 1982 in Douala, Kamerun) ist ein ehemaliger kamerunisch-äquatorialguineischer Fußballspieler.

## Karriere
Thierry Fidjeu-Tazemeta begann auf der Straße das Fußballspielen und besuchte ab seinem 12. Lebensjahr die renommierte Fußballschule des Kadji Sports Academy in Kamerun. Seine erste Schul-Meisterschaft konnte er im Dress der Permissi Football School feiern. Sein erstes Highlight seiner Karriere war ihm in einem Freundschaftsspiel für Permissi gegen Anodous gelungen, als er drei Spieler ausdribbelte und ein Tor erzielte. Kurz darauf wechselte er in die 2. Division zum Camrail de Douala. Dort kam er nicht ganz zurecht und wechselte ein halbes Jahr später bereits zu Pari Mutuel Urbain Camerounais Sporting Club de Douala (PMUC).
Im Jahr 2003 absolvierte er ein Probetraining beim VfB Stuttgart wechselte aber zur Saison 2004/2005 nach Malta zu FC Tiger Xewkija. Nachdem er dort in der Saison 2004/05 Torschützenkönig mit 32 Tore wurde, war auch der SK Sturm Graz auf ihm aufmerksam geworden. Er absolvierte ein Probetraining und sollte auch verpflichtet werden, scheiterte aber an der Ausländerregelung. Über Vermittlung von Rupert Marko wurde Thierry Fidjeu-Tazemeta noch kurz vor Transferschluss 2005 von dem niederösterreichischen Landesligisten SV Horn verpflichtet.
In der darauffolgenden Saison holte ihn der SC Schwanenstadt und schoss dort in der ersten Hälfte der Saison 12 Tore. Im Winter übersiedelte er nach Pasching zum FC Superfund, wo er anfangs nur als Reservist agierte. Gegen Ende der Saison konnte er durch mehrere Tore wieder überzeugen.
In der Saison 2007/08 zog auch er mit dem FC Superfund mit nach Klagenfurt zu dem dortigen neu gegründeten Verein SK Austria Kärnten. Nachdem Austria Kärnten in der Saison 2007/2008 mit finanziellen Problemen zu kämpfen hatte, entschied sich Tazemata für einen Wechsel nach Kolumbien zum Expreso Rojo.
Von 2008 bis 2009 spielte er in Israel bei Maccabi Netanja. In der Saison 2009/10 spielte er beim türkischen Erstligisten Diyarbakirspor, im Sommer 2010 wechselte er Ligaintern zu Konyaspor. Nach zwei Jahren in der Türkei kehrte er im Juli 2012 nach Österreich zurück und unterschrieb bei SK Austria Klagenfurt. Im Jänner 2013 wechselte er wieder zum SV Horn. Dort erzielte er am 1. November 2013 beim niederösterreichischen Derby gegen den SKN St. Pölten einen der kuriosesten Treffer in der Geschichte der zweiten österreichischen Liga, als er während des Spiels den linken Schuh verlor und wenige Sekunden später, noch mit dem Schuh in der Hand, per Ferse ins gegnerische Tor traf. Etwa zwei Monate nach diesem Treffer wechselte er zum thailändischen Erstligisten Port FC und von dort im Spätsommer 2014 zum französischen Amateurverein Saint-Colomban Sportive Locminé, den er wiederum in der nachfolgenden Winterpause verließ, um sich der Union Sportive Jeanne d’Arc Carquefou anzuschließen.
Nachdem er im Juli 2015 zum maltesischen Erstligisten Valletta FC gewechselt war, wurde er nach nur einem Monat wieder entlassen und war danach einige Wochen vereinslos, ehe er sich dem FC Tiger Xewkija, bei dem er zehn Jahre davor Torschützenkönig geworden war, anschloss. Nach nicht einmal drei weiteren Monaten war er wieder vereinslos und trat noch in der Winterpause die Rückkehr nach Österreich an. Hier versuchte er beim Fünftligisten USV Hartberg Umgebung mit Spielbetrieb in der Oberliga Süd Ost Fuß zu fassen. In der Saison 2016/17 stieg er mit der Mannschaft in die sechstklassige Unterliga Ost ab, verbrachte dort eine weitere Spielzeit und wechselte im Sommer 2017 wieder eine Spielklasse höher zum SV Anger in die Oberliga Süd Ost. Dort war er jedoch nur bis zum Winter aktiv und wechselte daraufhin in die siebentklassige Gebietsliga Ost zum USV Hofkirchen. Noch in derselben Saison stieg er mit der Mannschaft in die achtklassige 1. Klasse Ost A ab und war damit in der niedrigsten Spielklasse Österreichs angekommen. 2021 ging er in die Schweizn nach Zuzwil, wo er 2023/24 nicht mehr im Kader stand.

## Nationalmannschaft
Fidjeu-Tazemeta kam zu zwei Einsätzen in der U-20- sowie in der B-Auswahl Kameruns. Von 2011 bis 2014 spielte Fidjeu-Tazemeta für die Äquatorialguineische Fußballnationalmannschaft und soll dabei laut national-football-teams.com bei 16 Länderspieleinsätzen auf zwei -treffer gekommen sein.

## Privates
Sein Sohn Thierry Fidjeu-Tazemeta junior (* 2007) spielte ab Sommer 2020 an der AKA St. Pölten und wechselte in der Winterpause 2023/24 in die Nachwuchsabteilung von Borussia Dortmund.